# Barraca de la plana de Cal Borrell 1
La Barraca de la plana de Cal Borrell 1 és una barraca de vinya de Calafell (Baix Penedès) protegida com a Bé Cultural d'Interès Local.

## Descripció
Es tracta d'una edificació d'ús agrícola de planta quadrangular, amb els cantons arrodonits, amb un sol espai interior. La porta d'entrada, amb llinda i arc de descàrrega, és situada al costat esquerre de la cara est. A l'interior hi ha un fornícula rectangular, amb llinda i una petita menjadora. La coberta és una volta cònica -o falsa cúpula- feta amb una superposició de filades de lloses planes, formant anells, el radi dels quals va decreixent progressivament. A la cara exterior de la coberta hi ha una capa de terra, la qual s'ha perdut parcialment. No té lliris. També s'han perdut alguns elements de pedra de la part superior dels murs.
Els murs i la volta són fets de peces irregulars de pedra unides en sec amb l'ajut de falques, també de pedra, de dimensions més petites. Els murs tenen un rebliment de pedruscall.